# 小川圭治
小川 圭治（おがわ けいじ、1927年7月12日 - 2012年1月17日）は、日本のキリスト教学者、筑波大学・尚絅女学院短期大学名誉教授。

## 来歴
大阪府生まれ。1951年京都大学文学部哲学科キリスト教学専攻卒業。1956年東京女子大学文理学部専任講師、助教授、教授。1977年筑波大学教授、1991年定年退官、名誉教授、尚絅女学院短期大学学長、1997年退任、名誉教授、関東学院学院長。2002年退職。
1960-1963年、スイスのバーゼル大学神学部でカール・バルトに学び神学博士。1975年「主体と超越 キルケゴールからバルトへ」で京都大学文学博士。2006年、瑞宝小綬章を受章。2012年1月17日死去。墓所は多磨霊園。

## 著書
- 『主体と超越 キルケゴールからバルトへ』創文社 1975
- 『人類の知的遺産 キルケゴール』講談社 1979
- 『出会いの広場 現代の青年と神の問題』新教出版社・新教新書 1995
- 『神をめぐる対話 新しい神概念を求めて』新教出版社 2006

## 共編著
- 『日本人とキリスト教』編著 1973 三省堂ブックス
- 『日韓キリスト教関係史資料 1876-1922』池明観共編 新教出版社 1984
- 『カール・バルトとユダヤ人問題 再びE・ブッシュ教授を迎えて』寺園喜基共編 新教出版社 2004 新教コイノーニア
- 『井上良雄研究 「世のための教会」を求めて』雨宮栄一、森岡巌共編 新教出版社 2006 新教コイノーニア

## 翻訳
- ハンス・リルエ『海辺のキリスト』新教出版社 1958
- 『キルケゴール著作集 哲学的断片への結びとしての非学問的あとがき』杉山好共訳 白水社 1968-1970
- カール・バルト『世界の大思想 ローマ書講解』岩波哲男共訳、河出書房 1968、のち平凡社ライブラリー
- エーバーハルト・ブッシュ『カール・バルトの生涯 1886-1968』新教出版社 1989
- 『カール・バルトと現代 ひとつの出会いーE.ブッシュ教授をむかえて』新教出版社 1990 新教コイノーニア
- 『カール・バルト著作集 4 神学史論文集』井上良雄,吉永正義共訳 新教出版社 1999
- 『カール・バルト説教選集 14』訳 日本キリスト教団出版局 2002

## 参考
- 訃報: